# Idiocera sanaanensis
Idiocera sanaanensis är en tvåvingeart som beskrevs av Albany Hancock 2006. Idiocera sanaanensis ingår i släktet Idiocera och familjen småharkrankar. Inga underarter finns listade i Catalogue of Life.